# Corryocactus heteracanthus
Corryocactus heteracanthus là một loài thực vật có hoa trong họ Cactaceae. Loài này được Backeb. mô tả khoa học đầu tiên năm 1956 publ. 1957.